# Spirrklubben
Spirrklubben är en supporterklubb för barn till fotbollslaget Gais från Göteborg. Klubben bildades 1998 och i verksamheten ingår "Spirr-träffar", souvenirförsäljning samt att klubben ger ut medlemstidningen "Alla e gaisare innerst inne".
Klubben firade under 2008 sitt 10-årsjubileum. Från Gais A-lag kom en gåva i form av en signerad matchtröja.
Klubben var ännu aktiv 2022, efter att Gais åkt ur Superettan 2021, men sedan dess är dess status oklar.

## Andra supporterföreningar till Gais
- Makrillarna
- Grönsvart Göteborg
- Gårdakvarnen